# Nguyễn Hy Quang
Nguyễn Hy Quang (1634-1692), húy Vẹ, tự Hy Quang, là một nhà giáo, đại thần nhà Lê trung hưng đã phụ đạo cho Thái phó Lương Mục Công Trịnh Vịnh, đích tôn của chúa Trịnh Tạc, dạy con Thái phó là Trịnh Bính (Tấn Quang Vương). Trong 18 năm làm việc ở cung đình, ông đã đóng góp nhiều mưu lược lớn cho triều đình và được phong tước Quận công, sau khi mất được gia phong Trung đẳng phúc thần, Trực ôn Văn Nhã đại vương.
Nguyễn Hy Quang được thờ trong đình Trung Tự, quê hương của ông.

## Quê hương và dòng họ
Nguyễn Hy Quang, tên huý là Vẹ, tự Hy Quang, sinh ngày 28 tháng 3 năm Giáp Tuất, niên hiệu Đức Long thứ 5 (25 tháng 4, năm 1634), quê ở làng Trung Tự, phường Đông Tác, huyện Thọ Xương, kinh thành Thăng Long. Đây vốn là một trong 36 phường của Kinh đô Thăng Long thời Lê.
Dòng họ Nguyễn ở phường Đông Tác của gia đình ông đã đến định cư tại Thăng Long từ giữa thế kỉ XV (Lê sơ) và đến Nguyễn Hy Quang là đời thứ 7. Tuy nhiên, vào cuối thế kỷ XVI, viên Thái phó là Việt Quận công lấy đất của họ này để lập quân doanh ở tây bắc Trung Tự. Do bị mất đất, người dân làng Trung Tự phải sang trú nhờ làng Kim Hoa kế bên. Nguyễn Hy Quang là đời thứ 4 trú nhờ tại làng Kim Hoa.

## Sự nghiệp

### Con đường khoa cử
Nguyễn Hy Quang ra đời trong cảnh nghèo khó. Có lần, một thầy tướng trông thấy ông ở Hồ Dâm Đàm khen rằng: "Đây là bậc hiền năng như Trương Lương đời Hán, Ngụy Trưng đời Đường. Ngày sau tất sẽ làm việc lớn phò vua giúp nước".
Thuở nhỏ, Nguyễn Hy Quang học nhà, sau theo học thầy Nguyễn Tự Huy (người huyện Đông Sơn, Thanh Hóa). Theo thầy hai năm, Hy Quang chuyển sang học quan Trưởng sử họ Trần (người huyện Chương Đức). Sau đó, Hy Quang về nhà tự học thêm 3 năm nữa. Ông cần cù học tập đêm ngày, đặc biệt là rất chú trọng học kỹ các môn thiết thực với việc kinh luân. Hiếu học và minh mẫn hơn người, ông thông Nho thạo Nôm, giỏi nhiều môn văn, sử, thiên văn, y lý, phong thủy.
Vì thế, Đề đốc Văn Phụng hầu Phạm Công Túc, người làng Kim Hoa ở bên cạnh đã gả con gái cho.
Năm 23 tuổi (1657), ông tham dự kì thi Hương khoa Đinh Dậu và đỗ Giải nguyên nhưng sau đó thi Hội không đậu. Năm 1670, ông đỗ khoa Sĩ Vọng. Được bổ làm Giáo thụ phủ Thường Tín, chỉ sau hai năm tiếng đồn về tài năng và tính cương trực cùng lối sống thanh bạch cần cù của ông đã lan xa.

### Trở thành bậc sư thần
Năm 1673, chúa Tây Vương Trịnh Tạc cho đặc triệu ông vào phủ làm tân khách giúp Thái phó Lương Mục Công Trịnh Vịnh là đích tôn của Chúa, con trưởng của Thế tử Nguyên soái Điển quốc chính Trịnh Căn. Năm Chính Hòa thứ 5 (1684) Nguyễn Hy Quang được cử giữ chức Lang trung bộ Lại kiêm Tri bộ Hộ.
Lúc này theo chế độ các chúa Trịnh, khi con hay cháu có khả năng làm được việc nước thì cho lập phủ riêng để tham dự hoặc nắm chính quyền, Chúa đang chuẩn bị cho đích tôn ra mở phủ. Nguyễn Hy Quang được giao thêm việc dạy Trịnh Bính, con của Thái phó.

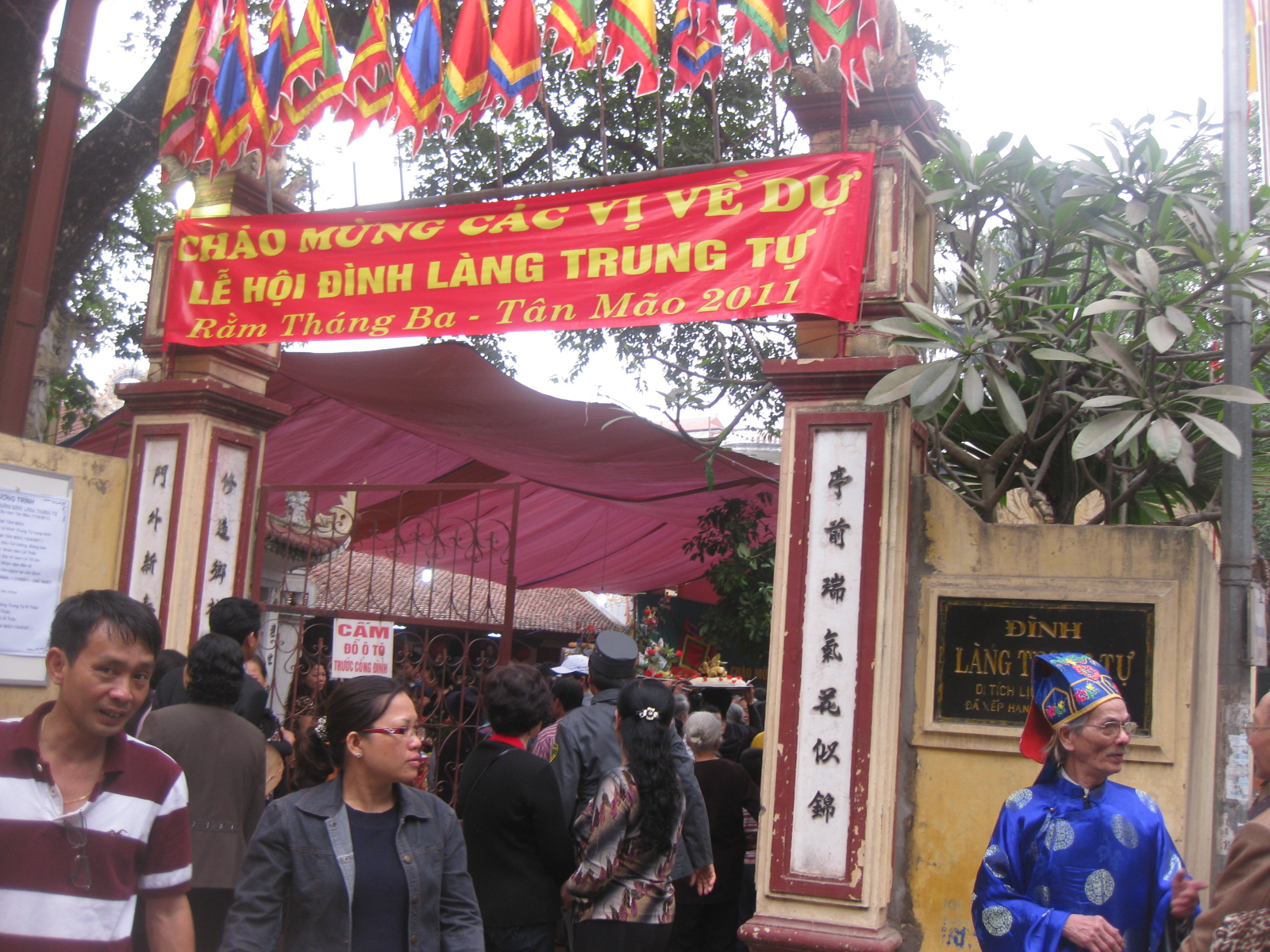
Đình làng Trung Tự - nơi thờ thần Cao Sơn cùng Tuệ Minh Công chúa và Nguyễn Hy Quang.

Đối với việc dạy Trịnh Bính, Nguyễn Hy Quang nghĩ chuyện dài lâu nên coi trọng dạy những kiến thức và đức tính cần thiết với quản lý đất nước. Khi Trịnh Bính còn ít tuổi, ông thường dắt lên điện đình, chỉ bảo cặn kẽ. Không may Thái phó mất sớm, em là Khiêm Công Trịnh Bách được chuẩn bị mở phủ, nhưng sau đó cũng bị bệnh nguy cấp và mất sau khi mở phủ được 3 năm. Do đó, năm 1688 Chúa Định Vương Trịnh Căn phong đích tôn Trịnh Bính làm Tấn Quốc Công (sau phong là Tấn Quang Vương), cho mở phủ Tiết Chế kiêm Tổng Chính Quyền và ủy cho Tả Thị Lang Nguyễn Viết Thứ và ông phụ tá việc nhiếp chính của Trịnh Bính.
Chính vị thế quan trọng này đã gây cho ông bao phức tạp, tuy nhiên, ông đã đem hết tâm sức làm tròn, khiến uy tín ngày càng tăng. Nghe chuyện bịa đặt dèm pha, ông cứng cỏi vững vàng không dao động. Ông thường lấy khuôn phép người xưa để tự mình gắng sức, vươn lên hơn người. Trong việc quan, ông không bao giờ nhận quà cáp riêng, không màng quyền uy, không màng giàu có, luôn thanh bạch, công minh chính trực.
Ông có đóng góp lớn đối với làng Trung Tự trong việc đòi lại đất bị quan lại lấn chiếm từ nhiều đời trước. Sau khi đỗ Giải Nguyên năm 1657, ông đã vận động đoàn kết các dòng họ trong làng, tìm cách đòi lại đất cũ. Ông tâm sự trong thơ:
| “ | Ngùi ngùi thương cảm tổ tông, Dấu xưa vốn ở phường Đông truyền đời Bây giờ đem tế đòi nơi Hương hồn làm khách đất người bao an Thêm buồn lòng kẻ thế gian Thấy phiêu từng có loàn đan đôn bề Trần tình một khải trên quỳ Cõi phường lại được những về thôn Trung... | ” |

Trải qua 3, 4 lần xét xử, đến năm 1674, sau khoảng 80 năm phải "ở nhờ", người dân Đông Tác - Trung Tự đã được trở về phục nghiệp trên đất cũ của mình. Năm 1674, ông bỏ tiền lương cùng dân làng Trung Tự sửa sang làng xóm, làm đẹp bộ mặt quê hương. Biết đó là nơi có nền đất yếu, Trịnh Bính cho quân dẫn theo đàn voi đến khu đất dậm nền nhà cho vững chắc để trả ơn thầy dạy.
Tháng 6 âm năm 1691, ông được thăng Công khoa Đô cấp sự trung, tước Hiển Phương bá. Nhưng cùng năm ấy, Nguyễn Hy Quang xin nghỉ hưu.

### Trước tác
Chúa Trịnh qua nhiều lần đàm đạo tỏ ý hài lòng về ông và tặng thơ. Ông nhân đó soạn dâng Chúa bản "Quân thần luận" mong góp phần chấn chỉnh kỷ cương đất nước và yên dân. Bản "Quân thần luận" đã nêu rõ các đạo lý về quan hệ vua tôi, vấn đề hiểu biết và dùng người, vấn đề yên dân. Ông viết:
| “                | Trị nước tuy có trăm đường, trị cương chẳng qua một sự. Dùng người mở lưới thu hết vào đã cho cơm gối cho áo, tùy tài đãi thấp cao đều xứng, cả làm cột bé làm rui. | ” |
| — Quân thần luận | |   |

| “                | Hiền thần có thể làm cho nước rạng danh, nhà vua được vinh dự, có thực danh. Trung thần thì chính mình bị tru diệt, vừa bị mang tiếng ác, chỉ có hư danh. Hai loại người đó khác nhau rất xa. | ” |
| — Quân thần luận | |   |

Đặc biệt Quân thần luận cũng nêu ra hai vấn đề nóng hổi đương thời: Việc binh và việc hình cần phải thiết thực. Chúa Trịnh Tạc tán thưởng và ban khen, thăng làm Lang trung bộ Lại kiêm tri bộ Hộ. Chúa khen: "Bản Thập Tiệm của Ngụy Trưng cũng không hơn được"..
Nguyễn Hy Quang hay làm thơ Chữ Nôm và có soạn sách. Ông để lại cuốn sách "Quốc âm sự dẫn", được coi là của gia bảo của dòng họ Nguyễn làng Trung Tự. Đặc biệt, bài thơ "Cảm tác" bằng chữ Nôm được sáng tác khi xây xong nhà ngay trước hồ Ba Mẫu ngày nay là một trong những áng thơ Nôm thể lục bát cổ xưa nhất còn lưu giữ lại được cho đến ngày nay, có niên đại rõ ràng (1674), đã rất hoàn chỉnh, văn từ mượt mà. Bài thơ là một đóng góp quan trọng cho văn học nước nhà của Nguyễn Hy Quang trong việc nghiên cứu sự hình thành và phát triển của thể thơ lục bát. Bài thơ đó như sau:
| “         | Bốn bề cây cối lơ thơ Thung thăng con cá vật vờ đàn ong Ngẫm thay người thật khách song Nhân tri kinh phật sinh không có lời Đồng lần vật đổi sao rời Một nền trải mấy muơi đời dân gia Tới ta rằng của riêng ta Nào trăm năm trước ắt là của ai Làm chi cho vẩn lòng người Của đời ắt để cho đời phân minh | ” |
| — Cảm tác | |   |

### Qua đời
Năm 1692, ông lâm trọng bệnh. Cảm công ơn dạy dỗ của ông, Tiết chế kiêm Tổng Chính quyền Trịnh Bính đã tận tình chăm sóc thầy, thậm chí đích thân xuống lập đàn cầu trời và tự mình viết bài "mật đảo văn" cho thầy qua khỏi. Ông mất ngày 06 tháng 5 năm Nhâm Thân đời Lê Chính Hòa (1692). Khi ông qua đời, Chúa thương xót và lệnh nghỉ chầu 3 ngày và sai các quan trong bộ Lễ lo việc tang tế. Hiện nay, phần mộ của ông được đặt tại nghĩa trang Thanh Tước (Mê Linh - Hà Nội).

## Đánh giá
Trong văn tế thầy, Trịnh Bính viết:
"Học tất phải có thầy, lễ trước tiên là trọng đạo… Thầy có tài Kinh luận, truyền bảo cho trò. Trò nhờ dạy dỗ mà có kiến thức, vận dụng thực thi, làm lợi nước nhà. Tất cả hoàn toàn là nhờ ơn thầy!... Nhớ thuở học xưa, nghe lời giảng sáng, được đọc sách hay, thương xót khôn cùng!"…
50 năm sau khi ông qua đời, Nguyễn Hy Quang được gia phong làm Phúc Thần Đại Vương với lời đánh giá như sau:
"Sắc... Nguyễn Hy Quang... tài cao bậc lương đống (rường cột triều đình), vật báu như ngọc quý Phan Dư. Trong màn trướng đã bồi giảng nền học thánh hiền. Kịp thời đúng lúc và hết lòng phụ tá, góp nhiều ý hay vào mưu lược quốc gia. Ngày ngày lo nghĩ giúp (triều đình) hoàn thành nền thịnh trị...".
Sách "Lịch triều tạp kỷ" nhận định "Quang nổi tiếng về văn học, từng sung làm giảng dụ trong phủ chúa..., người kỳ cựu và có học vấn. Là bậc sư thần, Quang giữ gìn cẩn thận, có công lao trong việc phụ chính"
Sách "Đông tác Nguyễn thị gia huấn" của Tiến sĩ Nguyễn Văn Lý (nhà Nguyễn), hậu duệ của ông khẳng định: ông là người "đức độ thanh liêm, chính trực, một lòng trung cần, uy vũ không khuất phục, rất mực yêu thương nhân dân"
Trong vế đối tại đình làng Trung Tự, Nguyễn Văn Siêu viết: "Sư phó công danh kì tế ngộ" nghĩa là nhà giáo như ông thật hiếm có.
Ngày 10/8/2008 tại đình Trung Tự - phường Phương Liên, quận Đống Đa, Hà Nội, Hội Sử học Việt Nam, Hội Sử học Hà Nội, UBND phường Phương Liên - Hà Nội đã phối hợp tổ chức hội thảo khoa học về "Nguyễn Hy Quang - Nhà giáo tài đức có công lao góp phần xây dựng nền thịnh trị của đất nước cuối thế kỷ XVII". Hội thảo đã đánh giá ông là người tài năng, cương trực, có lối sống thanh bạch, cần cù, gắn bó với nhân dân, có công lớn trong việc gây dựng lại làng quê Trung Tự..

## Vinh danh
Sau khi qua đời, ông được chúa Trịnh truy tặng hàm Thị lang, gia phong Thượng thư, tước Hiển Quận Công.
Năm 1745 niên hiệu Cảnh Hưng, ông được phong Trung đẳng phúc thần, tặng phong mỹ tự Trực Ôn Văn Nhã Thông mẫn Tài tuấn, Đại độ Khoan hòa Đại vương.
Năm 1783, Đoan Nam vương Trịnh Khải ra lệnh sai quan đến tế theo lễ Thiếu lao cho dân hai phường Đông Tác và Kim Hoa là dân tạo lệ, 99 suất đinh, được miễn phu dịch, để trông nom đền miếu, hàng năm Xuân - Thu hai kỳ tế lễ).
Tại kì họp thường kì tháng 10 năm 2011, Ủy ban Nhân dân thành phố Hà Nội đã quyết định đặt tên phố Nguyễn Hy Quang cho một tuyến phố nằm trên địa bàn quê hương ông tại quận Đống Đa - Hà Nội. Ngày 9/12/2020, HĐND thành phố Hà Nội đã thông qua Nghị quyết về việc đặt tên phố Nguyễn Hy Quang cho đoạn phố thuộc quận Đống Đa: đoạn từ ngã ba giao cắt phố Nguyễn Lương Bằng tại số nhà 60-62, đến ngã ba giao phố Hoàng Cầu tại số nhà 9 (hiện là ngõ 9 Hoàng Cầu), dài 485m; rộng 9-11m.